# Lohrbach und Flörsbach bei Flörsbachtal
Lohrbach und Flörsbach bei Flörsbachtal este o arie protejată (arie specială de conservare — SAC, sit de importanță comunitară — SCI) din Germania întinsă pe o suprafață de 16,97 ha, integral pe uscat.

## Localizare
Centrul sitului Lohrbach und Flörsbach bei Flörsbachtal este situat la coordonatele 50°05′50″N 9°27′41″E / 50.0972°N 9.4614°E.

## Înființare
Situl Lohrbach und Flörsbach bei Flörsbachtal a fost declarat sit de importanță comunitară în noiembrie 2004 pentru a proteja 1 specie de animale. Situl a fost protejat și ca arie specială de conservare în martie 2008.

## Biodiversitate
Situată în ecoregiunea continentală, aria protejată conține 2 habitate naturale: Cursuri de apă de la nivel de câmpie la nivel montan, cu vegetație Ranunculion fluitantis și Callitricho-Batrachion, Păduri aluvionare cu Alnus glutinosa și Fraxinus excelsior (Alno-Padion, Alnion incanae, Salicion albae).
La baza desemnării sitului se află o specie protejată de  pești: cicar (Lampetra planeri).